# Chorisoneura splendida
Chorisoneura splendida es una especie de cucaracha del género Chorisoneura, familia Ectobiidae. Fue descrita científicamente por Hebard en 1926.
Habita en Guyana, Surinam y Guayana Francesa.